# Стекольщиков, Антон Вячеславович
Антон Вячеславович Стекольщиков — художник, живописец. Академик Российской академии художеств (Отделение живописи, 2021). Народный художник РФ (2023). Член Московского Союза художников (1993), член Союза художников России (2010), член Российской ассоциации художников-маринистов (2013).

## Биография
Родился 6 января 1967 года в Москве, в семье художников. Окончил Московский Государственный академический художественный институт им. В. И. Сурикова (1993), руководитель мастерской, профессор И. С. Глазунов. С 1985 по 1987 год проходил воинскую службу в рядах Вооружённых Сил СССР.
Член Правления Товарищества живописцев Московского Союза художников (с 2013), заместитель Председателя жилищной комиссии Товарищества московских живописцев МСХ (с 2013), член выставочной комиссии и комиссии по информатике и связям с общественностью Товарищества московских живописцев (с 2013), член комиссии Союза художников России по работе с молодёжью (с 2005), председатель Совета дома № 1 творческих мастерских по ул. Верхняя Масловка (в городке художников) (с 2010), член Общероссийского Движения Поддержки Флота (с 2002).
В 2005 году присвоено почётное звание Заслуженный художник РФ.
С 1985 года постоянный участник московских, республиканских, всероссийских и зарубежных выставок. Работы находятся в музеях и частных собраниях в России и за рубежом.
Живёт и работает в Москве.

## Награды
- диплом 1 степени Академии художеств СССР (1985)
- знак ЦК ВЛКСМ «Мастер-золотые руки» (1986)
- стипендиат Союза художников России (1996)
- диплом Правительства Москвы, Комитета по культуре «Золотая кисть 2000» (2000)
- диплом Союза художников России (2002)
- золотая медаль и диплом «Лауреат ВВЦ» (2004)
- Заслуженный художник Российской Федерации (2005)
- грамота Академии России ФСБ (2006)
- благодарственная грамота Московского Патриархата (2007)
- медаль и премия В. И. Вернадского от Академии наук и искусств Союза (2007)
- медаль и диплом МСХ «За заслуги в развитии изобразительного искусства» (2008)
- благодарность РАХ за участие в выставке «Мир живописи и скульптуры» (2010)
- почётная учёная степень доктор искусствоведения Академии наук и искусств Союза (2010)
- диплом Ярославского Союза художников России (2010)
- грамота Культурного центра ВС РФ им. М. В. Фрунзе (2011)
- диплом Государственного выставочного зала «Замоскворечье» (2011)
- благодарность ГВЗ «Замоскворечье» (2012) — за помощь в создании экспозиции первой групповой выставки живописи и скульптуры студентов МГАХИ им. В. И. Сурикова
- благодарность Академии управления МВД России (2012)
- Благодарность депутата Государственной Думы Ненашева М. П. (2012) — за успешное взаимодействие в интересах России и важные результаты в совместной работе с пользой для Российского Флота
- медаль и диплом МСХ им. Н. П. Крымова (2013)
- почётная грамота МСХ «За успехи в творческой деятельности» (2014)
- Народный художник Российской Федерации (21 июня 2023) — за большие заслуги в области изобразительного искусства[3]

## Семья
- Отец — Стекольщиков Вячеслав Константинович, художник, член-корреспондент Российской академии художеств (2013), народный художник Российской Федерации (2000)[4].